# Поздний палеолит
По́здний палеоли́т, или ве́рхний палеоли́т (40—12 тыс. лет назад), — наиболее суровая фаза последнего вюрмского оледенения, когда современные люди расселились по всей Земле. После появления первых современных людей в Европе (кроманьонцев) произошёл относительно быстрый рост их культур, наиболее известные из которых: шательперонская, ориньякская, солютрейская, граветтская и мадленская археологические культуры.
Северная и Южная Америка были заселены людьми 16—15 тыс. лет назад, через существовавший в древности Берингов перешеек, который был позже затоплен повышением уровня мирового океана и превратился в Берингов пролив. Древние люди Америки, палеоиндейцы, скорее всего сформировались в самостоятельную культуру около 13,5 тыс. лет назад. В целом, на планете стали преобладать сообщества охотников-собирателей, которые использовали различные типы каменных инструментов в зависимости от региона.

## Революция позднего палеолита
Считается, что люди современного анатомического облика (Homo sapiens sapiens) появились около 200 000 лет назад в Африке. Однако их внешний вид не стал причиной изменения их образа жизни по сравнению с эректусами и неандертальцами. Люди по-прежнему использовали все те же грубые каменные орудия.
Около 50 000 лет назад древняя каменная индустрия изменилась. Вместо одной-двух археологических культур, сходных на всех континентах, появилось множество разнообразных культур и артефактов. Сначала в Африке, а затем и в других регионах кроме каменных появились изделия из кости и рога, а также значительно увеличилось количество произведений древнего искусства. Судя по находкам в южноафриканской пещере Бломбос, в эту эпоху люди научились ловить рыбу. В течение последующих 3—4 тысяч лет новые технологии распространились и в Европе, что привело к резкому росту численности населения и, возможно, стало причиной вытеснения и вымирания неандертальцев, конкурировавших с мигрантами из Африки. Пришельцы, которых принято называть кроманьонцами, по названию скального грота Кро-Маньон во французском селении Ле-Эзи-де-Таяк-Сирёй, оставили множество сложных каменных орудий, образцов резьбы по кости, оленьему рогу и бивням слона или мамонта, пещерной живописи и фигур палеолитических Венер.
Этот переход от среднего к позднему палеолиту называют революцией позднего палеолита. Неандертальцы, в отличие от кроманьонцев, продолжали пользоваться древней мустьерской технологией изготовления каменных инструментов до своего полного исчезновения около 39 тысяч лет до нашей эры. Заселившие Европу кроманьонцы впервые начали строить более или менее постоянные поселения, нередко с ямами для хранения продуктов. Они часто располагались в узких горных долинах или среди обрывистых берегов рек, что, вероятно, облегчало охоту на проходящих вдоль берегов рек животных. Как правило, в местах поселений люди появлялись лишь в определённый сезон, когда происходили миграции животных, и уходили искать другие источники пищи, когда миграции заканчивались. Реже в селениях жили круглый год. Важнейшим для европейцев того времени пищевым ресурсом был северный олень. Homo sapiens начала позднего палеолита, такие как усть-ишимский человек, были охотниками на травоядных животных. В их рационе преобладало мясо, тогда как у людей конца позднего палеолита — начала мезолита доля мяса в рационе была даже ниже, чем у неандертальцев.
Технологические инновации этой эпохи включали существенное изменение в производстве каменных инструментов, которое заключалось в переходе на скалывание длинных пластин с призматических и пирамидальных нуклеусов. Такая техника позволяла более экономно расходовать материал и получать качественные заготовки для достаточно крупных ножей и наконечников. Кроме тяжёлых копий появились лёгкие метательные дротики и гарпуны. Для рыбной ловли был изобретён рыболовный крючок, а для изготовления одежды — иглы с ушком. Иглы из слоновой кости (вероятно, мамонта), найденные на стоянке Костёнки, имеют возраст около 30 000 лет.
В верхнем палеолите впервые появляются разнообразные костяные наконечники копий и метательного вооружения, в том числе составные гарпуны с зубцами. Важнейшим событием в развитии охотничьего вооружения явилось изобретение первого механического приспособления для метания дротиков — копьеметалки. Появились разнообразные каменные орудия для разделывания туш и обработки шкур добытых животных.
Искусство позднего палеолита включает многочисленные фигуры палеолитических Венер, художественную резьбу и гравюры животных на кости и роге, пещерную живопись, петроглифы, а также появление экзотических материалов далеко от места их происхождения, что позволяет предположить наличие навыков торгового обмена. Усложняется структура общества, входит в употребление символика и ритуалы, обозначающие групповую идентичность.

## Климатические изменения
Многочисленные перемены в образе жизни человека связывают с климатическими изменениями этой эпохи, для которого характерно начало нового ледникового периода. Его самая холодная фаза продолжалась от 25 до 17—18 тысячелетий до нашей эры. Тогда большую часть Северной Европы покрывал обширный ледяной щит. Люди могли населять лишь Южную Европу и Причерноморье. Если даже люди каким-то образом могли выжить на льдах, от их присутствия там не осталось никаких следов. Если до начала оледенения Сахара была хорошо орошаемой, и климат там не был столь жарким, как сейчас, то в ледниковом максимуме Северная Африка начала засыхать.
После ледникового максимума наступило Аллерёдское потепление, тёплый и влажный межледниковый период, продолжавшийся от 11 500 до 10 800 лет до нашей эры. После него внезапно, возможно, в течение лишь десятка лет, климат снова изменился. В период Позднего дриаса он стал холодным и засушливым, и в Северной Европе вновь господствовали субарктические условия. Окончание ледникового периода около 9600 года до нашей эры и связанное с ним потепление было тоже внезапным, а к 8500 году до нашей эры климат стал близким к современному, хотя и несколько более влажным.
С таянием ледников уровень моря повышался. В результате затопления низинных берегов образовались Северное море, Ирландское море, Ла-Манш и Босфор, а Чёрное море, которое ранее было пресноводным озером, наполнилось солёной морской водой. Повышение уровня моря и его наступление на берега продолжалось до шестого тысячелетия до нашей эры. На дне Северного моря в районе существовавшей там прежде населённой людьми суши, Доггерленда, находят артефакты эпохи мезолита.

## Культуры позднего палеолита
- Ориньякская культура

Франция и Испания 30—25 тыс. лет до н. э.
- Шательперонская культура/Граветтская культура 35—30 тыс. лет до н. э.
- Граветтская культура 26—19 тыс. лет до н. э.
- Солютрейская культура (Испания и Франция) 19—16 тыс. лет до н. э.
- Мадленская культура

Германия и Дания 13—9,5 тыс. лет до н. э.
- Гамбургская культура 13—12 тыс. лет до н. э.
- группа культур Федермессер 10—8,7 тыс. лет до н. э. (только Германия)
- Культура Люнгбю:
Культура Бромме 9,7—9 тыс. лет до н. э.
Аренсбургская культура 9,5—8,5 тыс. лет до н. э.